# Zrówieńka pienińska
Zrówieńka pienińska (Isophya pienensis) – gatunek górskiego owada prostoskrzydłego z rodziny pasikonikowatych (Tettigoniidae).
Występuje w Europie Środkowej i Wschodniej (Polska, Rumunia, Słowacja i Ukraina). W Polsce jest gatunkiem bardzo rzadkim. Był wykazywany z Połoniny Caryńskiej w Bieszczadach, z Pienin i Tatr. Na Czerwonej Liście Zwierząt Ginących i Zagrożonych w Polsce klasyfikowany jest w kategorii LC (najmniejszej troski).